# 月光亭笑寿
月光亭 笑寿（げっこうてい しょうじゅ、生没年不詳）とは、江戸時代の女流戯作者。

## 来歴
二代目勝川春好の妻。文政期に合巻を執筆している。また寛政末期に「笑寿画」と落款した役者絵が残る。

## 作品
- 『袷鏡婦俊寛』　※文政2年（1819年）
- 『小紫権八』　※文政2年
- 『七変化宿直の荒事』　※文政3年
- 『源氏山小金軍配』　※文政4年
- 『ふじあさま雪の曙』　※文政4年
- 『小女郎狐手引仇討』　※文政5年
- 『士農工商梅咲分』　※文政5年
- 『再度達引』　※文政5年
- 『花陣立白藤日記』　※文政6年
- 『難波梅室早咲』　※文政7年
- 「嵐龍蔵」　大判錦絵2枚続のうち　※寛政末期